# Bad Sülze
Bad Sülze est une ville de Mecklembourg-Poméranie-Occidentale en Allemagne. Elle a depuis 1927 le statut de station thermale.

## Géographie
Bad Sülze est limitrophe du bourg de Marlow au Nord-ouest, de Tribsees au sud-est, du village de Dettmannsdorf à  l'ouest, de Lindholz au sud et d'Eixen au nord. Elle se trouve au cœur des dépressions marécageuses de la Recknitz et du Trebel, et abrite plusieurs zones naturelles protégées.
De toutes ces zones naturelles, la tourbière entre Bad Sülze et Tribsees (Grenztalmoor ou Rauhes Moor) est tout spécialement importante pour la biodiversité : non seulement elle abrite des plantes rares comme le Carex chordorrhiza, la Myrtille des marais, la camarine noire, la Bruyère des marais, la Trientale d'Europe, l'Osmonde royale, l'Épipactis à larges feuilles et le petit Rhinanthe, mais aussi des espèces d'oiseaux peu communes, telles le Héron cendré, le Râle des genêts, l'Aigle pomarin, le Rossignol progné, la Bécasse des bois (à la saison des amours) et le rouge-gorge. C'est pourquoi la vallée côté Bad Sülze a été classée Réserve ornithologique dans le cadre du programme Natura 2000 de l'Union Européenne.

## Histoire
La guerre de Trente Ans n'avait laissé que quelques maisons intactes. Le duc fit aménager des salines en 1620 dans l'espoir de relancer l’économie locale, mais cette activité ne devint rentable qu'un siècle plus tard, avant de connaître un véritable essor entre 1807 et 1830. Le creusement d'un canal permit d'exporter de plus grandes quantités de sel et le duché reprit en régie les salines en 1816. Le bourg avait retrouvé une population d'environ 1600 habitants.
Les premiers curistes se rendent à Sülze en 1822 et le thermalisme reçoit une consécration officielle avec l’inauguration en 1824 des Bains sodiques du grand duché. Dès 1850, la population compte 2500 habitants. La ville est reliée par le chemin de fer à Rostock en 1895. Les difficultés économiques conduisent à fermer les salines en 1907, mais l'activité principale de Sülze était alors depuis longtemps les bains thermaux.

## Personnalités liées à la ville
- Otto Elfeldt (1895-1982), général né à Bad Sülze.